# クビワツグミ

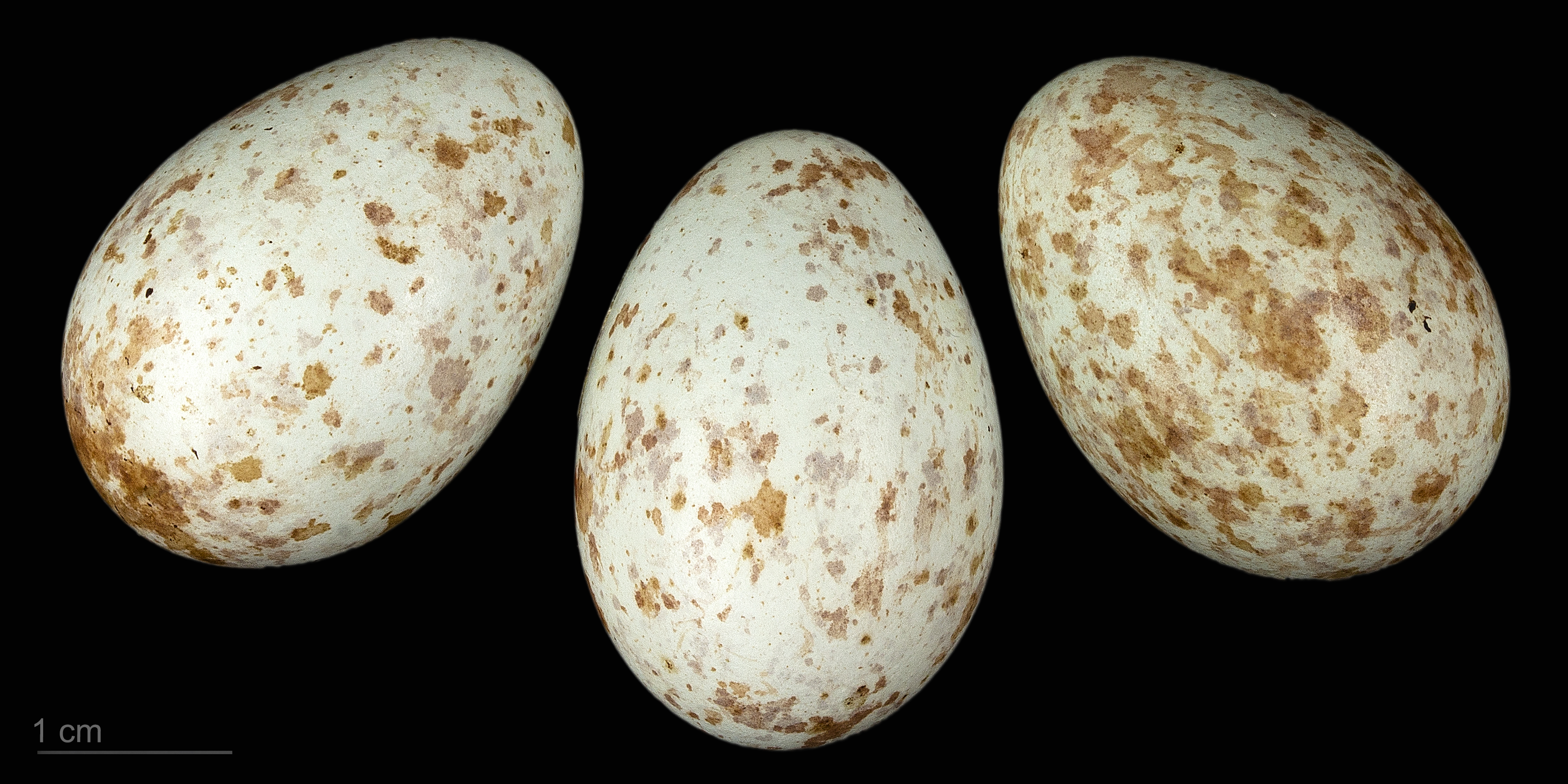
Turdus torquatus alpestris

クビワツグミ（学名：Turdus torquatus）は、スズメ目ツグミ科に分類される鳥。
大型ツグミ類。クロウタドリの類縁種。

## 形態
全長約24cm。風切羽と下面の羽毛の縁が白い。

## 生息地
ヨーロッパ、コーカサス

## 生態
高地の岩場や泥炭地に生息する。渡りを行う。